# Tomb Raider (film)
Tomb Raider (výslovnost [tuːm ˈreidə(r)]) je americko-britský akční a dobrodružný film norského režiséra Roara Uthauga z roku 2018. V hlavní roli (budoucí) archeoložky Lary Croft se představila švédská herečka Alicia Vikander. Jde o restart filmové série, film po dějové stránce nemá nic společného se dvěma filmy z let 2001 a 2003 s Angelinou Jolie v hlavní roli.
Předlohu napsali Evan Daugherty a Geneva Robertson-Dworet; scénař, jehož autory jsou Alastair Siddons a Geneva Robertson-Dworet, je volně inspirován stejnojmennou počítačovou hrou z roku 2013, která byla restartem herní série. Lara Croft zde ještě není proslavenou archeoložkou, ale dospívající dívkou pátrající po svém zmizelém otci.

## Děj
Po zmizení svého otce Richarda odmítne mladá Lara Croft převzít rodový majetek a protlouká se životem: pracuje jako cyklokurýr v rušných londýnských ulicích. Když je zatčena po kolizi s policejním vozem, Richardova obchodní partnerka Ana Miller za ní zaplatí kauci a varuje ji, že pokud bude nadále odmítat své dědictví, bude majetek jejího otce rozprodán. Lara se neochotně rozhodne dědictví přijmout, než však převzetí podepíše, dostane se jí do rukou artefakt, který ji zavede do tajné kanceláře jejího otce. Tam najde videonahrávku, na které otec zmiňuje svůj výzkum týkající se Himiko, mytické královny z Yamatai, o které se tradovalo, že ovládá moc nad životem a smrtí. Richard žádá Laru, aby zničila celý jeho výzkum týkající se Himiko, ale Lara se rozhodne sledovat stopu.
Lara odcestuje do Hongkongu, kde přesvědčí Lu Rena, kapitána lodi Endurance ([ɪnˈdjʊərəns]IPA; česky vytrvalost) a syna muže, který se plavil a zmizel spolu s jejím otcem, aby se s ní vydal do Ďáblova moře na ostrov Yamatai. Loď v bouři ztroskotá a Lara se s obtížemi vyškrábe na břeh, kde upadne do bezvědomí. Probere se u Mathiase Vogela, vůdce expedice pátrající po hrobu Himiko. Expedice je financována stínovou organizací jménem Trinity, která doufá, že Himiko využije pro své cíle. Vogel prohlásí Laru za svého vězně a oznámí jí, že zabil jejího otce a má v úmyslu využít Richardův výzkum, aby splnil svůj úkol najít Himiko. Lara s pomocí Lu Rena, který také přežil bouři a je nyní nucen spolu s místními rybáři otročit pro Vogela, úspěšně uteče, je však zraněna.
Lara je v boji nucena zabít Vogelova muže, který ji vystopuje. Vzápětí zahlédne tajemného muže, který se před ní dá na útěk. Lara jej pronásleduje, a když se za ním vyšplhá do jeskyně na útesu, zjistí, že jde o jejího otce, který se léta na ostrově skrýval. Poté, co se přesvědčí, že Lara je skutečná, Richard ošetří její zranění. Navzdory jeho protestům se Lara vydává, aby z Vogelova tábora získala zpět otcův zápisník. Lara znovu kontaktuje Lu Rena a pomůže jemu i rybářům k úniku. V nastalém zmatku Lara pronikne do tábora Trinity a zmocní se zápisníku. Richard se ovšem mezitím vydá ke vstupu do hrobky, kde je přistižen Vogelem, který jej využije jako rukojmí a přesvědčí Laru, aby hrobku otevřela. Skupina žoldáků s Vogelem, Larou a jejím otcem překoná sérií nástrah v hrobce (přičemž někteří žoldáci padnou nástrahám za oběť) a dostanou se až k Himičinu sarkofágu. Dva žoldáci se pokouší manipulovat s mrtvolou, ale nakazí se Himičinou „mocí“, která je ve skutečnosti nákazou tak silnou, že fyzický kontakt spouští okamžitou tělesnou dezintegraci. Vogel zastřelí infikovaného vojáka a dospěje k závěru, že nemůže Himičino tělo přemístit; místo toho se rozhodne oddělit z mrtvoly pouze jeden prst, který izoluje v plastovém sáčku. Lara a Richard využijí rozptýlení a přemůžou zbývající vojáky, i když Vogel uteče a Richard se nakazí. Richard s vědomím, že neexistuje lék, navrhuje, že zajistí zničení Himičiny hrobky, aby se zabránilo šíření viru po celém světě. Lara pronásleduje Vogela, Richard mezitím utěsní sarkofág a jako svůj poslední čin vyhodí hrobku do povětří. Lara bojuje s Vogelem a nacpe mu Himičin prst do úst, čímž jej nakazí. Následně jej skopne do hluboké propasti. Se štěstím přežije zřícení hrobky a je zachráněna Lu Renem a rybáři. Společně se pak zmocní vrtulníku Trinity, který je odveze z ostrova.
Lara se vrací do Londýna, kde formálně přijímá své dědictví. Při tom zjistí, že Patna, krycí firma využívaná Trinity, je dceřinou společností Croft Holdings. Prochází otcovy spisy týkající se Trinity a začíná mít podezření, že Ana Miller je jedním z agentů Trinity, a že s Larou manipulovala ohledně přijetí jejího dědictví, aby jí přenechala kontrolu nad obchodními operacemi Croft Holdings, když Richard spolupráci s Trinity zastavil. Vzhledem k tomu, že se přesvědčila o bezohlednosti Trinity z první ruky, připravuje se na další dobrodružství, aby zmařila jejich plány.

## Obsazení
| Alicia Vikander      | Lara Croft    |
| Dominic West         | Lařin otec    |
| Walton Goggins       | Mathias Vogel |
| Daniel Wu            | Lu Ren        |
| Kristin Scott Thomas | Ana Miller    |

## Produkce
Společnost GK Films získala práva k filmu roku 2011. Norský režisér Roar Uthaug se stal součástí týmu v listopadu 2015. V dubnu 2016 bylo oznámeno, že do hlavní role Lary Croft byla obsazena švédská herečka Alicia Vikander. Walton Goggins jakožto hlavní záporná postava byl ohlášen v prosinci 2016. Jména většiny ostatních herců byla oznámena počátkem roku 2017.
Natáčení začalo 23. ledna 2017 v Kapském Městě v Jihoafrické republice a skončilo 9. června 2017 v Leavesdenských filmových ateliérech severozápadně od Londýna v Anglii. Wilton House v blízkosti Salisbury byl místem, kde se natáčely venkovní scény se sídlem rodu Croftů.

## Premiéra
Celosvětovou premiéru měl film 2. března 2018 v Berlíně, pro pozvané hosty a cosplay fanoušky. Ve Spojených státech amerických měl film premiéru 16. března 2018, v ostatních zemích pak většinou mezi 8. až 16. březnem 2018, v Japonsku však až 21. března 2018 a v Polsku dokonce až 6. dubna 2018.